# Премия британского независимого кино
Премия британского независимого кино (англ. British Independent Film Awards) — ежегодная британская кинопремия, созданная в 1998 году по инициативе продюсера Эллиота Гроува, в рамках проводимого под его патронажем Кинофестиваля «Raindance», для представителей британского независимого кино.
В конкурсную программу отбираются предназначенные для кинопроката фильмы, как минимум половина бюджета которых состоит из британских источников, а финансирование исходит от студий, чьи средства не превышают 10 миллионов фунтов стерлингов. Иностранные фильмы на момент номинации должны быть показаны в британском прокате, короткометражные фильмы должны иметь награду признанных фестивалей.
Победителям вручается награда, выполненная из фигурного стекла работы Линдси Хендерсона.
В тесном сотрудничестве с организаторами премии находятся ведущие представители британского независимого кино: Хелен Миррен, Майкл Шин, Дэвид Тьюлис, Майк Фиггис, Том Холландер, Адриан Лестер, Кен Лоуч, Юэн Макгрегор, Саманта Мортон, Билл Найи, Труди Стайлер, Тильда Суинтон, Мира Сайал, Рэй Уинстон и Майкл Уинтерботтом.

## Номинации
- Лучший британский независимый фильм
- Лучший режиссёр британского независимого фильма
- Приз Дугласа Хикокса за лучший режиссёрский дебют
- Лучший сценарий
- Лучшая актриса британского независимого фильма
- Лучший актёр британского независимого фильма
- Лучшая актриса второго плана
- Лучший актёр второго плана
- Самый многообещающий дебют
- Лучшему продюсеру
- The Raindance Award
- За лучшие технические достижения
- Лучший британский документальный фильм
- Лучший британский короткометражный фильм
- Лучший иностранный независимый фильм
- Приз Ричарда Харриса
- The Variety Award
- Приз Специального жюри

## Список церемоний
- Премия британского независимого кино (2011)